# 로이 애플먼
로이 애플먼(영어: Roy Edgar Appleman, 1904년 4월 10일~1993년)은 미국의 역사가이다.
군인으로 전쟁에 직접 참전하며《남쪽에서 낙동까지》, 《북쪽에서 압록강까지》등의 관련 저서들을 집필했다.